# Dead Combo
Dead Combo est un groupe portugais de musique instrumentale créé en 2003 par Tó Trips et Pedro Gonçalves.

## Biographie
Dead Combo est créé en 2003 à la suite de la collaboration de ses deux membres au tribute album dédié au guitariste portugais Carlos Paredes († 2004). Movimentos perpétuos (mouvements perpétuels) contient donc la musique « Paredes ambiance ». 
Leur premier album, Vol. 1, sort en 2004. Suivront Vol. 2, quando a alma não é pequena (quand l'âme n'est pas petite) en 2006, Lusitânia playboys en 2008 (la Lusitanie étant le nom latin du Portugal) et enfin Lisboa mulata (Lisbonne métisse) en 2011. Tous ces albums ont été encensés par la critique et ont été récompensés de plusieurs prix.
Il existe également un album live, Live hot clube de 2009 et un DVD live, Dead Combo & Royal Orquestra das Caveiras ao vivo no São Luiz, qui voit les deux musiciens accompagnés d'un petit orchestre leur permettant de donner encore plus de consistance à leur musique déjà centrée sur l'ambiance. 
Dead Combo est apparu dans l'épisode Lisbonne de la série No Reservation avec Anthony Bourdain. Leur musique a d'ailleurs été la bande sonore de l'épisode au complet. En conséquence, trois de leurs albums se sont hissés dans le top 10 des ventes iTunes en Amérique du Nord pour quelques semaines. 
En 2012, après la publication de leurs albums en France, Dead Combo est invité au Festival de Cannes pour performer à la première du film de David Cronenberg, Cosmopolis.
En 2014, l'album A bunch of meninos atteint la position numéro 1 des différents palmarès au Portugal. 
En 2015, Les pièces Rumbero et Lisboa Mulata se retrouvent dans le film Focus de Glen Ficarra et John Requa mettant en vedette Will Smith, Margot Robbie et Rodrigo Santoro.
En 2016, le groupe sort un album accompagné d'un trio d'instruments à cordes intitulé E As Cordas Da Má Fama.
Le plus récent album du groupe Odeon Hotel (2018) a été produit par Alain Johannes (PJ Harvey, Queens of the Stone Age, etc) et on y retrouve plusieurs collaborations avec entre autres Mark Lanegan. 

## Discographie

### Albums studio
- 2004 : Vol.1
- 2006 : Vol. 2 - Quando a alma não é pequena
- 2007 : Guitars from nothing
- 2008 : Lusitânia playboys
- 2011 : Lisboa mulata
- 2014 : A bunch of meninos
- 2016 : E As Cordas Da Má Fama
- 2018 : Odeon Hotel

### En concert
- 2009 : Live Hot Clube
- 2014 : Live at Teatro São Luiz

### DVD
- 2010 : Dead Combo & Royal Orquestra das Caveiras